# هددنهم (كامبريدجشير)
هددنهم (بالإنجليزية: Haddenham, Cambridgeshire)‏ هي قرية و أبرشية مدنية تقع في المملكة المتحدة في إنجلترا. يقدر عدد سكانها بـ 3,344 نسمة .